# John Noble (peintre)
Pour les articles homonymes, voir John Noble et Noble (homonymie).
John Noble, né le 15 mars 1874 à Wichita dans l'État du Kansas et mort le 6 janvier 1934 à New York dans l'État de New York aux États-Unis, est un peintre postimpressionniste américain.

## Biographie
John Noble naît à Wichita dans l'État du Kansas en 1874. Descendent d'une famille d’immigrés d’origine anglaise, il commence à travailler à la fin des années 1890 comme photographe dans sa ville natale et commence sa carrière de peintre à la même époque. Il peint notamment un nue féminin, Cleopatra at the Roman Bath, qui fût en partie détruit par la militante de la Ligue de tempérance Carrie Nation en 1900, et un portrait du général confédéré et écrivain Albert Pike exposé au Scottish Rite Temple (en) de Wichita.
En 1903, il part pour l'Europe et la France, inventant le personnage fictif de Wichita Bill, un cow-boy dur à cuire qu'il s'amuser à jouer en public. Il étudie à l'académie Julian auprès du peintre Jean-Paul Laurens et se lie d'amitié avec les peintres Richard E. Miller et George Luks, qui réalise son portrait en 1901. Il épouse Amelia Peiche, originaire de Strasbourg, en 1909. Durant son séjour en France, il fréquente notamment la colonie artistique d'Étaples et peint les paysages côtiers de la Bretagne. Lorsque la Première Guerre mondiale est déclarée, il s'installe avec sa famille en Angleterre, où il poursuit sa carrière de peintre.
En 1919, il rentre aux États-Unis et s'installe à Provincetown dans l'état du Massachusetts. Il participe à la création du musée de la Provincetown Art Association (en) et en devient le premier directeur. Il expose ces œuvres à New York, notamment dans des galeries privés et à l'académie américaine des beaux-arts, qui lui remet le prix Carnegie en 1928.
Il meurt en 1934 à New York. Il a pour fils le peintre et illustrateur John A. Noble (en) (1913-1983). En 1949, le romancier Irving Stone s'inspire de sa vie pour écrire le roman The Passionate Journey.
Ces œuvres sont notamment visibles ou conservées au Brooklyn Museum, au Whitney Museum of American Art, à la New-York Historical Society et à l'Académie américaine des beaux-arts de New York, au Wichita Art Museum de Wichita, au Smithsonian American Art Museum et à la The Phillips Collection de Washington, au Memphis Brooks Museum of Art (en) de Memphis, au Heckscher Museum of Art (en) d'Huntington, au musée d'Art d'Indianapolis, au Spencer Museum of Art de Lawrence, au Columbus Museum of Art de Columbus, au Cincinnati Art Museum de Cincinnati, au Woolaroc (en) de Bartlesville, au High Museum of Art d'Atlanta, au Marianna Kistler Beach Museum of Art (en) de Manhattan, au Provincetown Art Association and Museum (en) de Provincetown, à la Yale University Art Gallery de New Haven, au Chazen Museum of Art de Madison, au Morris Museum of Art (en) d'Augusta, au Greenville County Museum of Art (en) de Greenville, au Chrysler Museum of Art de Norfolk et au Washington County Museum of Fine Arts d'Hagerstown.

## Œuvres

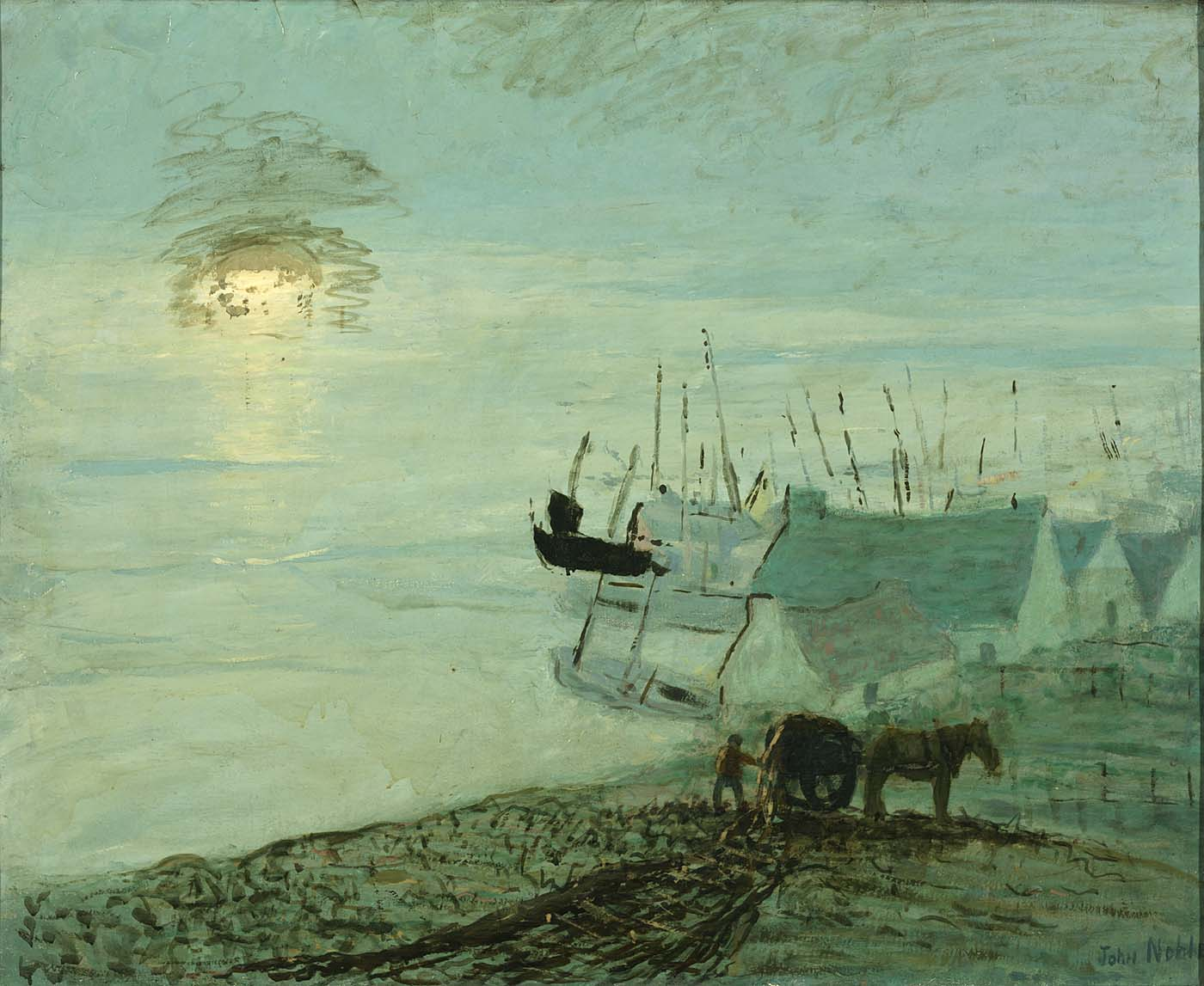
Beach Scene, vers 1910, Smithsonian American Art Museum
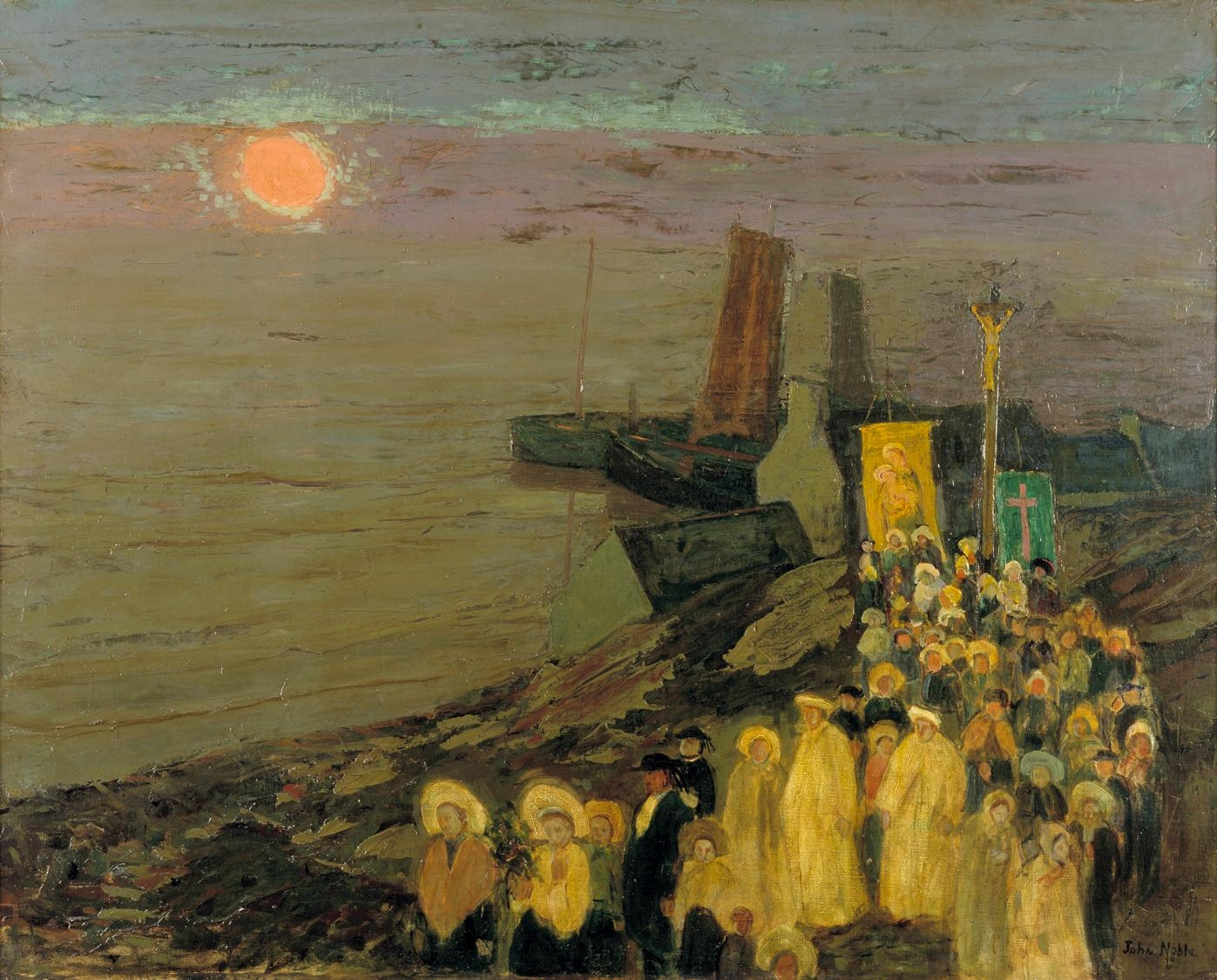
Blessing of the Sea, vers 1910, Chrysler Museum of Art
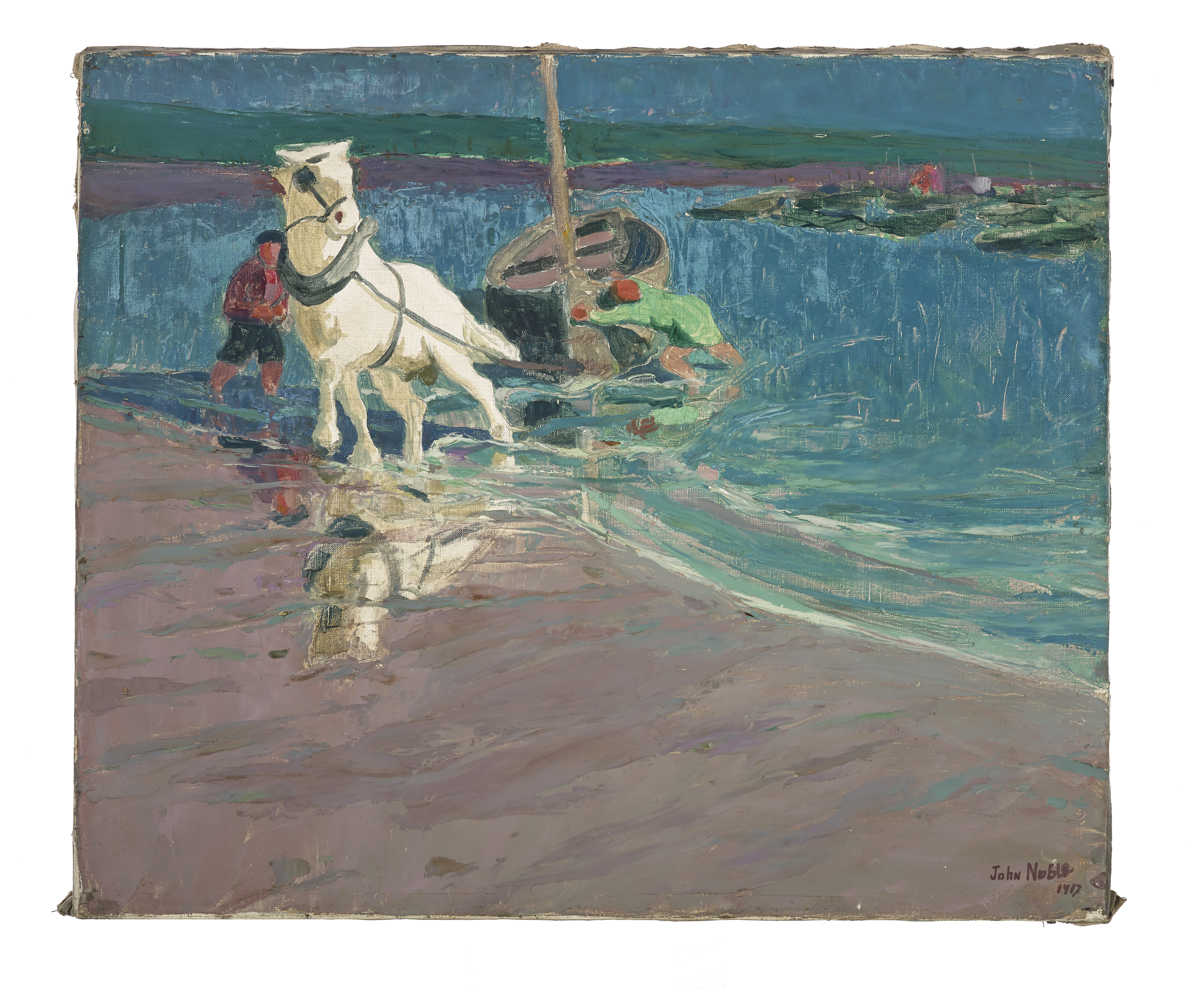
The White Horse (Horse at the Ford), 1917, Musée d'Art d'Indianapolis